# Haematopota crudelis
Haematopota crudelis är en tvåvingeart som beskrevs av Austen 1912. Haematopota crudelis ingår i släktet Haematopota och familjen bromsar. Inga underarter finns listade i Catalogue of Life.